# Pseudomerodontina jayaraji
Pseudomerodontina jayaraji is een vliegensoort uit de familie van de roofvliegen (Asilidae). De wetenschappelijke naam van de soort is voor het eerst geldig gepubliceerd in 1976 door Joseph & Parui.